# Quercitello
Quercitello (korsisch U Quercitellu) ist eine Gemeinde im französischen Département Haute-Corse auf der Insel Korsika. Sie gehört zum Kanton Casinca-Fiumalto im Arrondissement Corte. Das besiedelte Gebiet liegt durchschnittlich auf 650 Metern über dem Meeresspiegel. Die Nachbargemeinden sind Poggio-Marinaccio im Norden, Piano im Nordosten, Ficaja im Osten, La Porta im Osten und Süden, Castineta im Südwesten und Morosaglia im Westen und Nordwesten.

## Bevölkerungsentwicklung
| Jahr      | 1962 | 1968 | 1975 | 1982 | 1990 | 1999 | 2008 | 2016 |
| --------- | ---- | ---- | ---- | ---- | ---- | ---- | ---- | ---- |
| Einwohner | 126  | 126  | 87   | 53   | 37   | 40   | 56   | 45   |

## Sehenswürdigkeiten
- Mauerreste der Kapelle San Petru d'Accia resp. Saint-Pierre-d'Accia aus dem 6. Jahrhundert